# Смолярі (Борисовський район)
Смолярі (біл. вёска Смаляры) — село в складі Борисовського району Мінської області, Білорусь. Село підпорядковане Іканській сільській раді, розташоване в північно-східній частині області.